# 斯特卡托峰
斯特卡托峰（英語：Staccato Peaks）是南極洲的山峰，位於亞歷山大一世島南部，全長18公里，處於沃爾頓山脈以南32公里，最高點是海拔高度940米的哈格曼峰，在1935年11月23日由美國的探險家發現。

## 外部連結
- （页面存档备份，存于）

71°47′S 70°39′W / 71.783°S 70.650°W